# Зелюв (гміна)
Гміна Зелюв (пол. Gmina Zelów) — місько-сільська гміна у центральній Польщі. Належить до Белхатовського повіту Лодзинського воєводства.
Станом на 31 грудня 2011 у гміні проживало 15188 осіб.

## Площа
Згідно з даними за 2007 рік площа гміни становила 168.21 км², у тому числі:
- орні землі: 68.00%
- ліси: 25.00%

Таким чином, площа гміни становить 17.36% площі повіту.

## Населення
Станом на 31 грудня 2011:
| Опис     | Загалом | Загалом | Чоловіки | Чоловіки | Жінки | Жінки |
| -------- | ------- | ------- | -------- | -------- | ----- | ----- |
| одиниця  | осіб    | %       | осіб     | %        | осіб  | %     |
| все      | 15188   | 100     | 7450     | 49.05    | 7738  | 50.95 |
| міське   | 7871    | 100     | 3830     | 48.66    | 4041  | 51.34 |
| сільське | 7317    | 100     | 3620     | 49.47    | 3697  | 50.53 |

## Сусідні гміни
Гміна Зелюв межує з такими гмінами: Белхатув, Бучек, Відава, Длутув, Дружбіце, Клюкі, Ласьк, Сендзейовіце, Щерцув.